# Rossville (Kansas)
Rossville is een plaats (city) in de Amerikaanse staat Kansas, en valt bestuurlijk gezien onder Shawnee County.

## Demografie
Bij de volkstelling in 2000 werd het aantal inwoners vastgesteld op 1014.
In 2006 is het aantal inwoners door het United States Census Bureau geschat op 1012, een daling van 2 (-0,2%).

## Geografie
Volgens het United States Census Bureau beslaat de plaats een oppervlakte van
1,3 km², geheel bestaande uit land. Rossville ligt op ongeveer 284 m boven zeeniveau.

## Plaatsen in de nabije omgeving
De onderstaande figuur toont nabijgelegen plaatsen in een straal van 12 km rond Rossville.